# Ananya Khare
Ananya Khare (Ratlam, 16 marzo 1968) è un'attrice indiana.
Ha recitato prevalentemente in ruoli da non protagonista a Bollywood.

## Filmografia
- Chandni Bar, regia di Madhur Bhandarkar (2001)
- Devdas, regia di Sanjay Leela Bhansali (2002)
- The Film, regia di Junaid Memon (2005)
- L'amore arriva in treno (Jab We Met), regia di Imtiaz Ali (2007)
- Esteri (Foreign), regia di Rahul Nath (2010)